# Lista de telenovelas produzidas pelo Globoplay
As telenovelas produzidas pelo Globoplay estão relacionadas nesta lista, que apresenta: data de início, data do final e quantidade de capítulos das telenovelas produzidas pelo serviço de streaming Globoplay em parceria com a TV Globo. Iniciada em 2021, a primeira novela produzida pelo serviço de streaming foi a segunda temporada de Verdades Secretas — com a primeira temporada exibida em 2015 no horário das 23h pela TV Globo.

## História
Verdades Secretas II é a continuação da telenovela brasileira Verdades Secretas, exibida originalmente em 2015 pela TV Globo, com a segunda temporada lançada em 2021 pelo Globoplay. Foi a primeira telenovela brasileira produzida originalmente para o streaming. Em 20 de outubro de 2021, foi disponibilizada no Globoplay com 10 capítulos iniciais, com o primeiro capítulo sendo transmitido em formato de live. A cada duas semanas, eram lançados 10 capítulos, com os últimos dois sendo exibidos em 17 de dezembro de 2021. Foi exibida pela TV Globo, de 4 de outubro a 18 de novembro de 2022, numa versão editada para a TV aberta. A trama foi classificada como "não recomendada para menores de 18 anos".
De João Emanuel Carneiro, a novela Todas as Flores, antes intitulada Olho por Olho, havia sido programada para estrear no horário nobre da TV Globo em 2022, substituindo Pantanal e sendo substituída por Travessia. Entretanto, a telenovela foi encurtada para 85 capítulos e remanejada para ser uma produção original Globoplay. Contou com duas fases de exibição, a primeira, de outubro a dezembro de 2022, e a segunda, de abril a junho de 2023. Assim como Verdades Secretas II, a novela foi exibida em versão editada para a TV aberta, de 4 de setembro a 20 de novembro de 2023.
Em maio de 2022, foi confirmada a terceira novela original Globoplay: Guerreiros do Sol, escrita por George Moura e Sergio Goldenberg, trazendo uma releitura da história de Lampião e Maria Bonita, prevista inicialmente para 2023 e adiada para 2025. Érick Brêtas, ex-diretor de Produtos Digitais e Canais Pagos do Grupo Globo, afirmou que a meta é produzir uma telenovela original Globoplay por ano.

## Telenovelas

### Década de 2020
| # | Título               | Início                | Término                | Cap. | Autoria                        | Direção       | Ref.   |
| - | -------------------- | --------------------- | ---------------------- | ---- | ------------------------------ | ------------- | ------ |
| 1 | Verdades Secretas II | 20 de outubro de 2021 | 17 de dezembro de 2021 | 50   | Walcyr Carrasco                | Amora Mautner | [ 9 ]  |
| 2 | Todas as Flores      | 19 de outubro de 2022 | 1 de junho de 2023     | 85   | João Emanuel Carneiro          | Carlos Araújo | [ 10 ] |
| 3 | Guerreiros do Sol    | 11 de junho de 2025   | 06 de agosto de 2025   | 45   | George Moura Sergio Goldenberg | Rogério Gomes | [ 11 ] |